# Kundenstopper

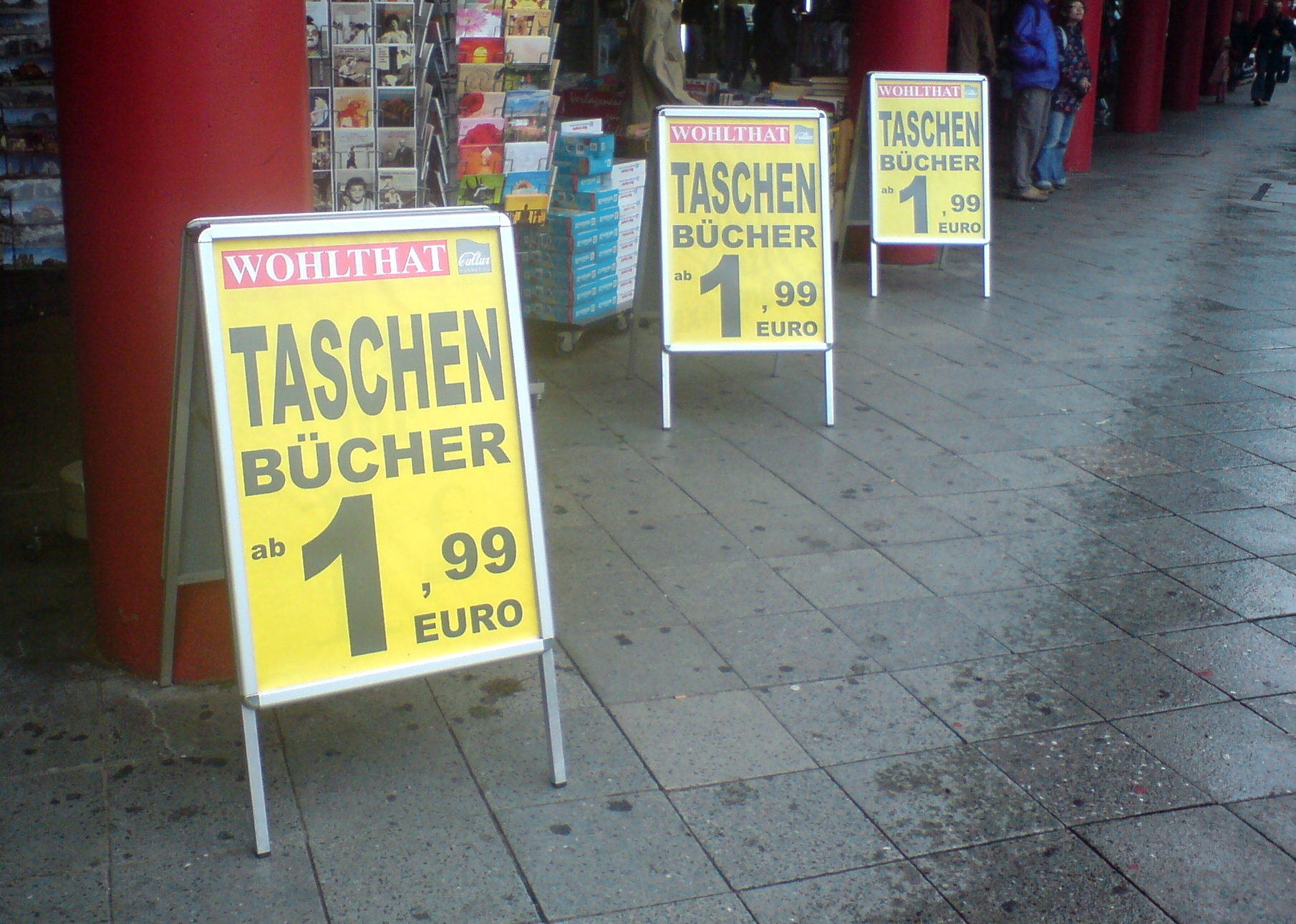
Kundenstopper in einer Einkaufsstraße

Ein Kundenstopper oder Plakatreiter ist eine Werbetafel in Form eines Klappaufstellers, an dem Informationen angebracht werden können. Manchmal spricht man auch von Aufsteller, Gehwegaufsteller, Passantenstopper, Werbeständer, Bockständer, A-Ständer oder Straßenreiter. Der Begriff Kundenstopper wird oft bevorzugt, weil diese Produkte meist das gleiche Ziel verfolgen: Der Kundenstopper soll den Erstkontakt zu neuen Kunden, insbesondere zur Laufkundschaft herstellen bzw. die Kunden informieren. Kunden, die sich in der Nähe des Verkaufsortes befinden, sollen im übertragenen Sinne „gestoppt“ und auf Produkte und Dienstleistungen aufmerksam gemacht werden.
Im nicht kommerziellem Bereich werden sie auch in der Werbung der politischen Parteien sowie an Infoständen von Vereinen oder Bürgerinitiativen eingesetzt.
Die Aufstellung von Kundenstoppern im öffentlichen Verkehrsraum, wie etwa Gehwegen oder Fußgängerzonen, ist grundsätzlich genehmigungsbedürftig. Hierzu ist bei der Kommunalverwaltung, in der Regel beim Ordnungsamt, eine Sondernutzungserlaubnis zu beantragen. Diese ist häufig gebührenpflichtig. In einigen Gemeinden ist das Aufstellen von Kundenstoppern unter Hinweis auf stadtgestalterische Vorgaben eingeschränkt oder untersagt.
Werbetafeln können für Menschen mit eingeschränkter Mobilität ein Hindernis darstellen.